# 마르코 마테라치
마르코 마테라치(이탈리아어: Marco Materazzi, Ufficiale OMRI, 1973년 8월 19일 ~ )는 이탈리아의 은퇴한 축구 선수이다. 장신을 바탕으로 거친 수비를 펼치면서 반칙을 많이 저지르는 더티 플레이로 악명이 높다.

## 선수 경력

### 클렵 경력
마테라치는 1990년 메시나와 아마추어 팀인 토르 디 퀸토에서 유스 생활을 경험하였고, 세리에 C2의 마르살라와 세리에 C1인 트라파니에서 선수 생활을 보내는 등 오랫동안 무명 선수로 지냈다. 이후 1995년 세리에 B의 페루자에 입단하였으나, 1996년 세리에 C의 카르피로 임대를 떠나기도 하였다. 1998-99 시즌을 앞두고 그는 잉글랜드 프리미어리그의 에버턴으로 이적하여 미들즈브러를 상대로 골을 터뜨리기도 하였으나, 불과 27경기에서 4번의 퇴장을 당하기도 하였다. 그는 1999-00 시즌 친정팀인 페루자로 복귀하였고, 2000-01 시즌 12골을 기록하여 다니엘 파사레야를 제치고 세리에 A 역사상 수비수가 한 시즌당 기록한 최다골을 경신하였다. 2001년 그는 1000만 유로에 인테르나치오날레으로 이적하였고, 2006-07 시즌 10골을 기록하여 그 시즌에 활약한 수비수 중 최다골을 기록하였다. 그리고 2011년에 그는 더 이상 인테르와 계약을 갱신하지 않아 자유 계약 선수가 되었다. 그 뒤로 다른 팀과의 계약설이 돌았으나 그는 결국 다른 팀과 계약하지 않으면서 은퇴하였다.

### 국가대표팀 경력
마테라치는 2006년 FIFA 월드컵에 이탈리아 축구 국가대표팀에 선발되었고, 팀이 우승하는 데 크게 기여하였다. 그 공헌으로 2006년 12월에 이탈리아 공화국 훈장 4등급 (Ufficiale OMRI)을 받았다. 그는 원래 주전 선수는 아니었으나 알레산드로 네스타가 2006년 6월 22일 체코와의 경기에서 부상을 당하면서 대신 투입되어 그 경기에서 결승골을 넣으면서 공식 맨 오브 더 매치에 선정되는 등 맹활약을 하였다.
오스트레일리아와의 16강전에서 퇴장을 당하여 우크라이나와의 8강전에 출장하지 못하였으나, 독일과의 준결승전부터 다시 중용되었다. 결승전에서는 프랑스를 상대로 동점골을 터뜨렸다. 연장전에서는 프랑스의 지네딘 지단이 그의 가슴을 머리로 들이받는 행동으로 인해 퇴장당하기도 했다. 득점 없이 연장전이 끝난 후에는 승부차기도 성공하였다.
그는 UEFA 유로 2008 당시 네덜란드와의 첫 경기에 선발 출전하였지만 54분 교체되었고, 이후 다시 출전하지 못하였다.

## 수상

### 인테르나치오날레
- 세리에 A : 우승 (2005-06, 2006-07, 2007-08, 2008-09, 2009-10)
- 코파 이탈리아 : 우승 (2004-05, 2005-06, 2009-10, 2010-11)
- 수페르코파 이탈리아나 : 우승 (2005, 2006, 2008, 2010)
- UEFA 챔피언스리그 : 우승 (2009-10)
- FIFA 클럽 월드컵 : 우승 (2010)

### 이탈리아
- FIFA 월드컵 : 우승 (2006)

### 개인
- 세리에 A 올해의 수비수 : 2006-07
- 2006년 FIFA 월드컵 맨 오브 더 매치 : vs. 체코 (조별리그)

## 훈장
- 이탈리아 공화국 공로 훈장 4등급 / 장교장 : 2006